# Tyflologisch museum
Het Tyflologisch museum (Spaans: Museo Tiflológico) is een blindenmuseum in de Spaanse hoofdstad Madrid, waar de collecties driedimensionaal zijn voorgesteld, zodat ze zowel bekeken als betast kunnen worden. De tentoonstellingsruimte staat open voor alle publiek, maar is toch speciaal ontworpen voor bezoekers met een visuele handicap: oriëntatiesystemen in reliëf (kaarten), informatie in braille en macrotekens vergemakkelijken het lezen door blinden en personen met een visuele beperking. Het museum is gratis en rolstoeltoegankelijk.
Het museum werd in 1992 opgericht door de nationale blindenvereniging ONCE (Organización Nacional de Ciegos Españoles) en is gehuisvest in het noord-Madrileense district Tetuán, in een gebouw van 1.500 m².
Het museum heeft drie permanente collecties:
- Reproducties van nationale en internationale monumenten.
- Werken van blinde en ernstig slechtziende kunstenaars.
- Tyflologisch materiaal (zoals brailleschrijvers).

## Galerij

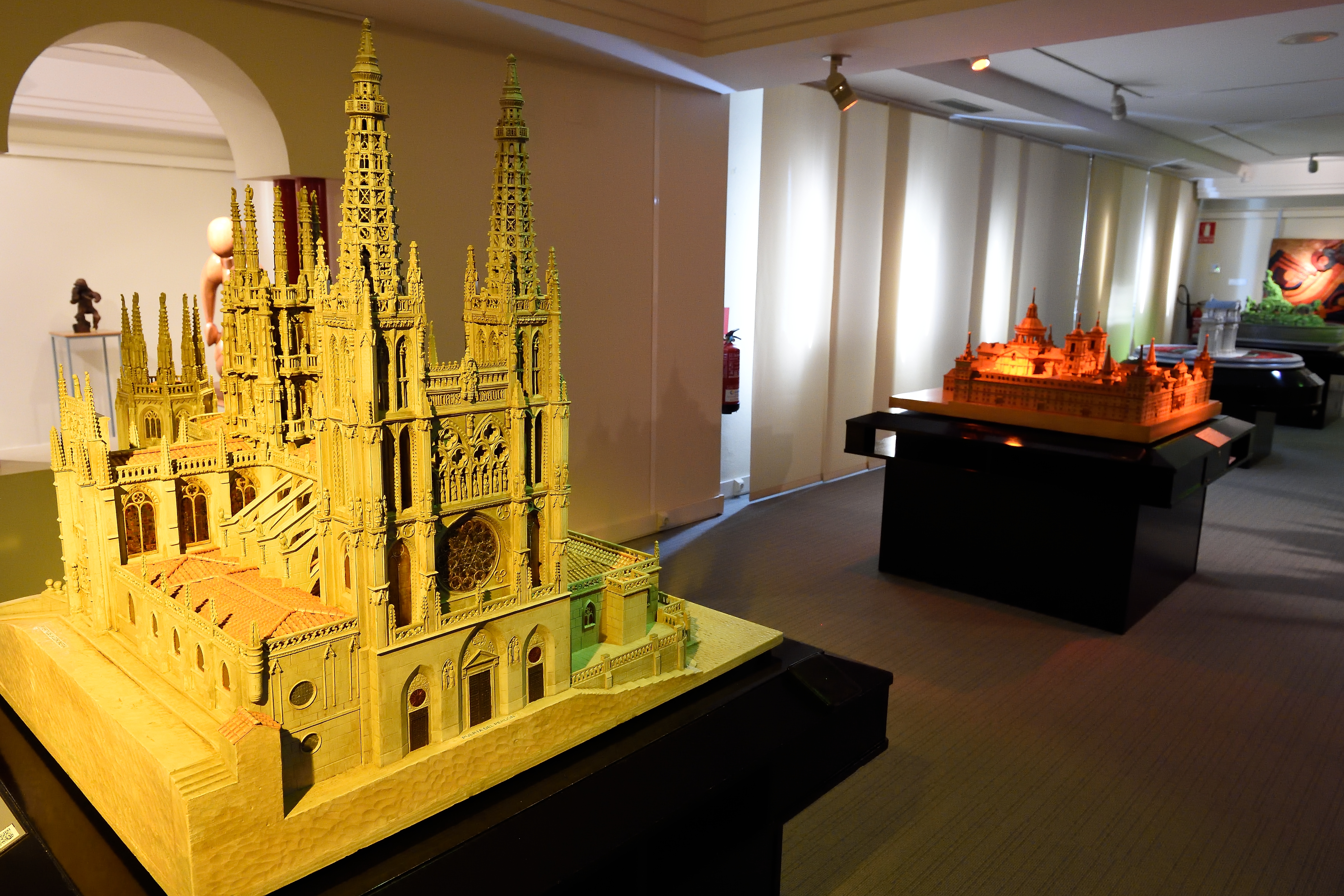
Model van de Kathedraal van Burgos
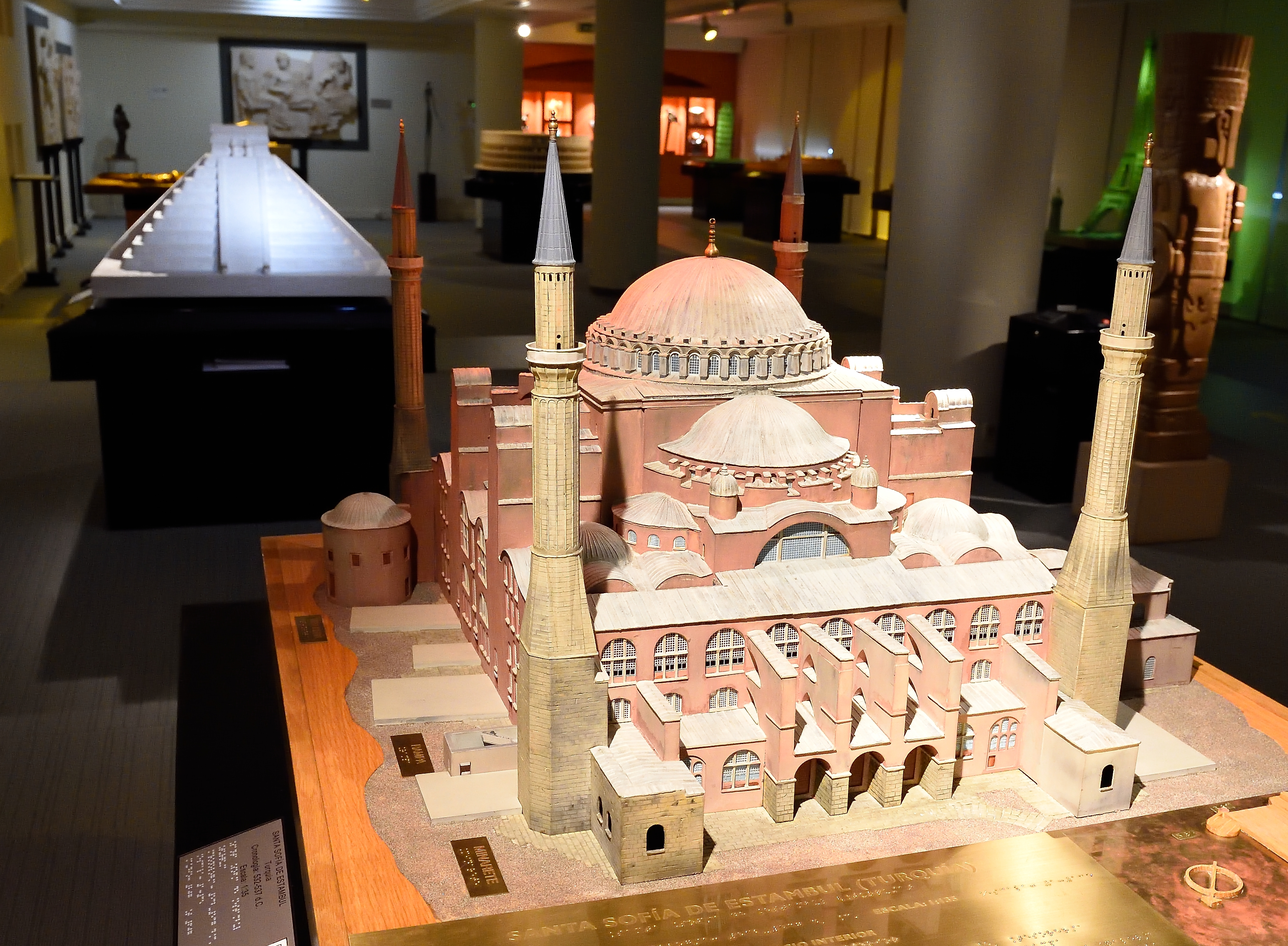
Model van de Hagia Sophia
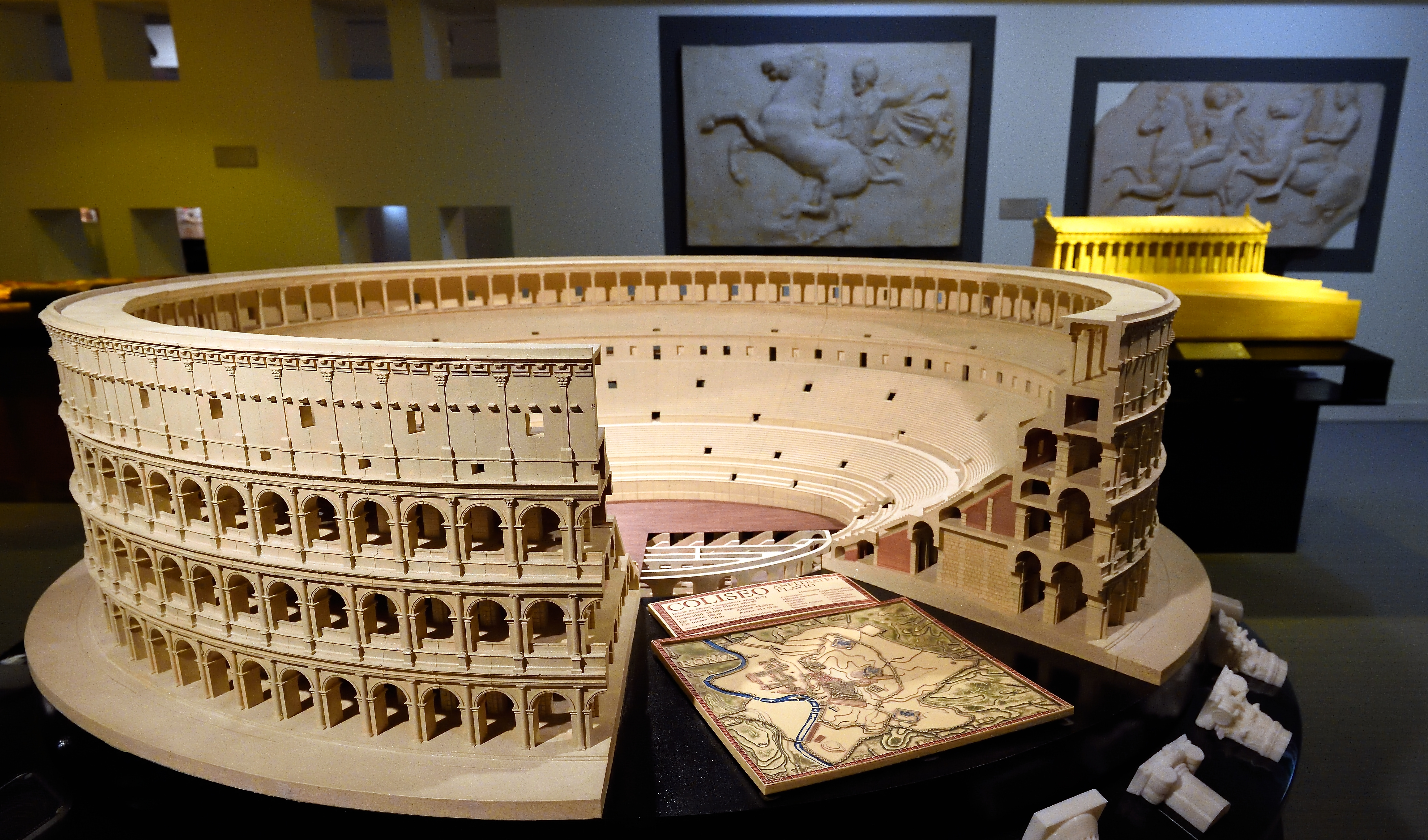
Model van het Colosseum
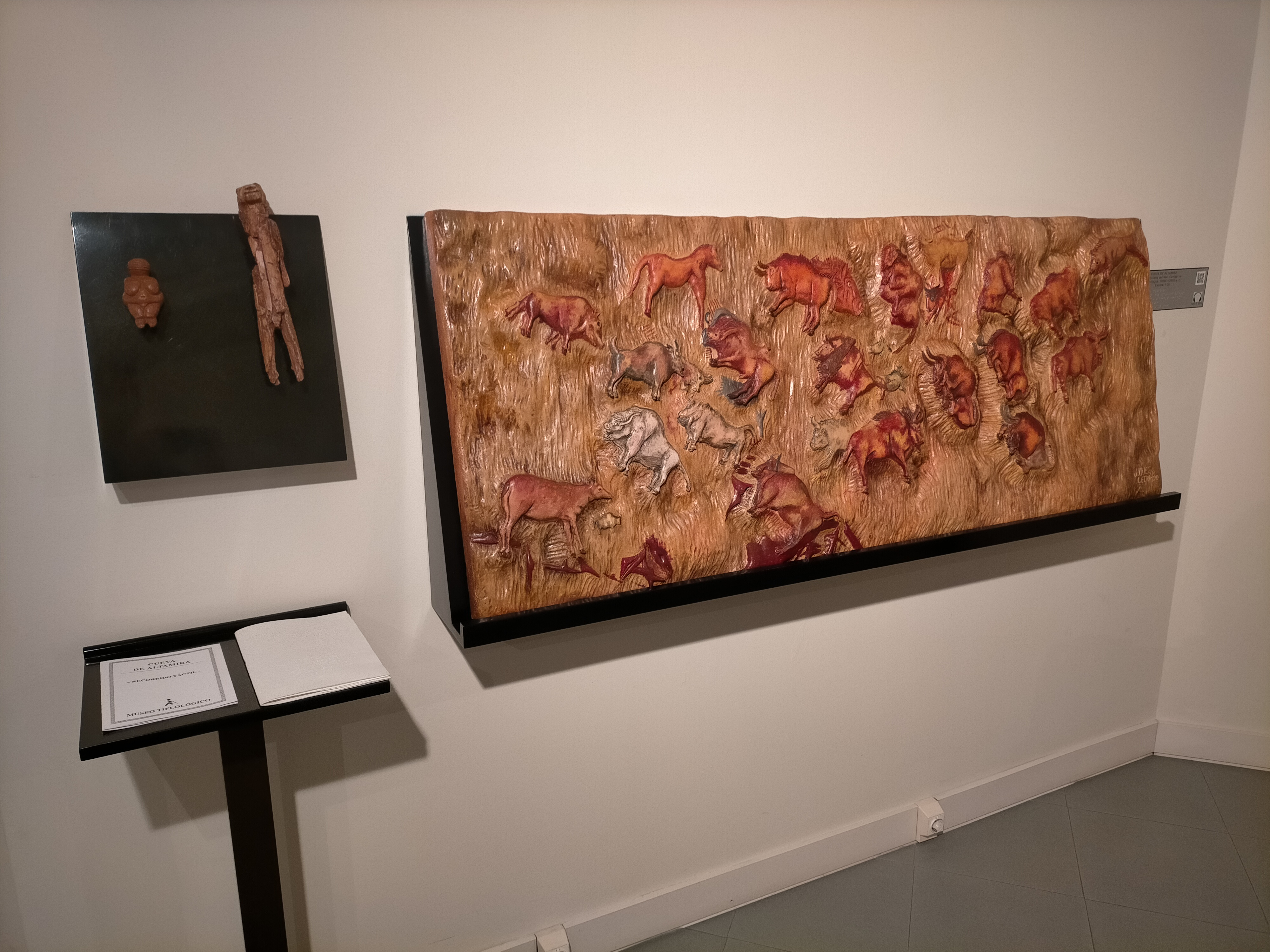
Kunstwerk in het museum
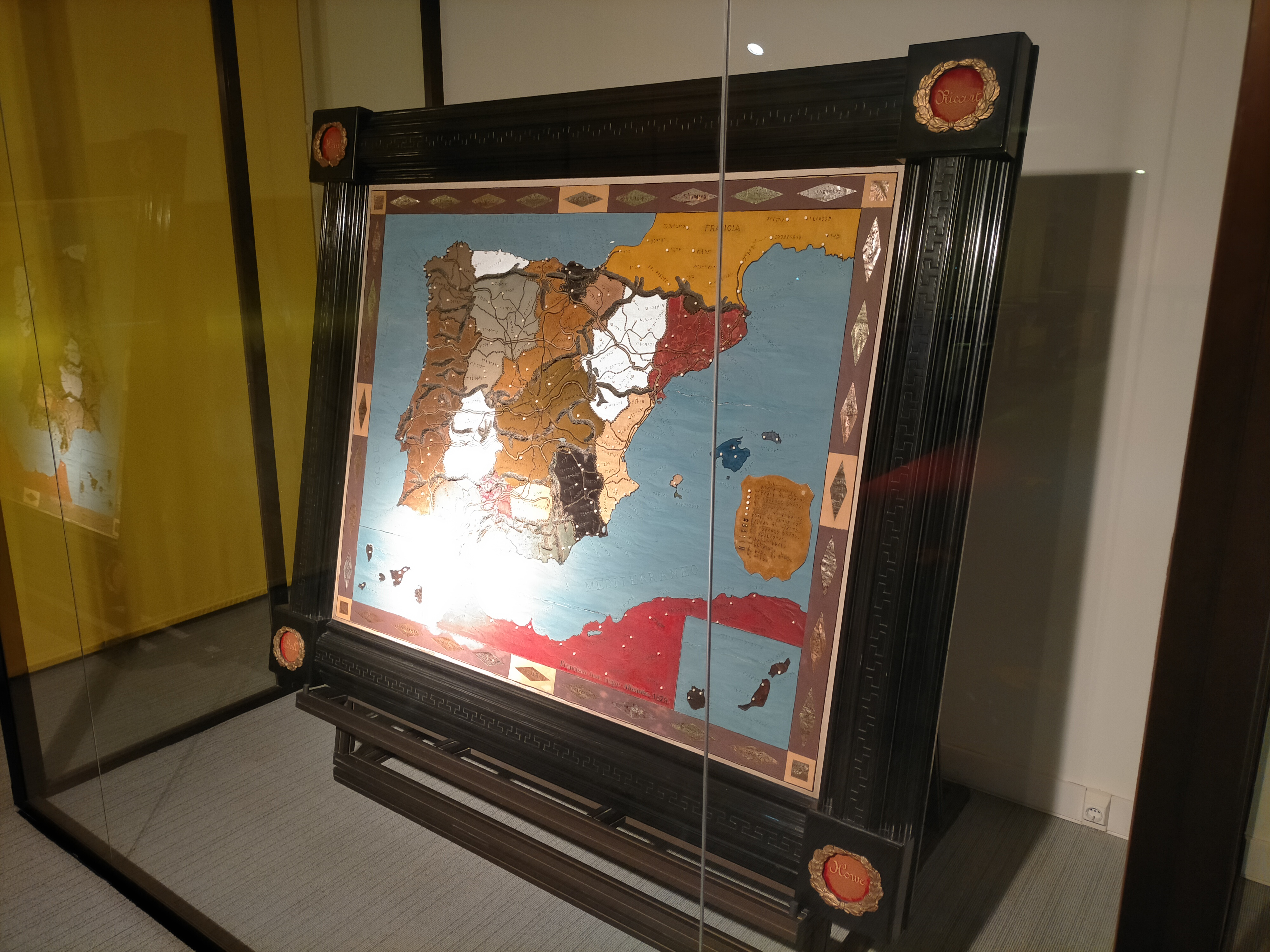
”Tastbare” kaart van Spanje in het museum